# Zamioculcas
Zamioculcas là một chi thực vật có hoa trong họ Ráy

## Hình ảnh

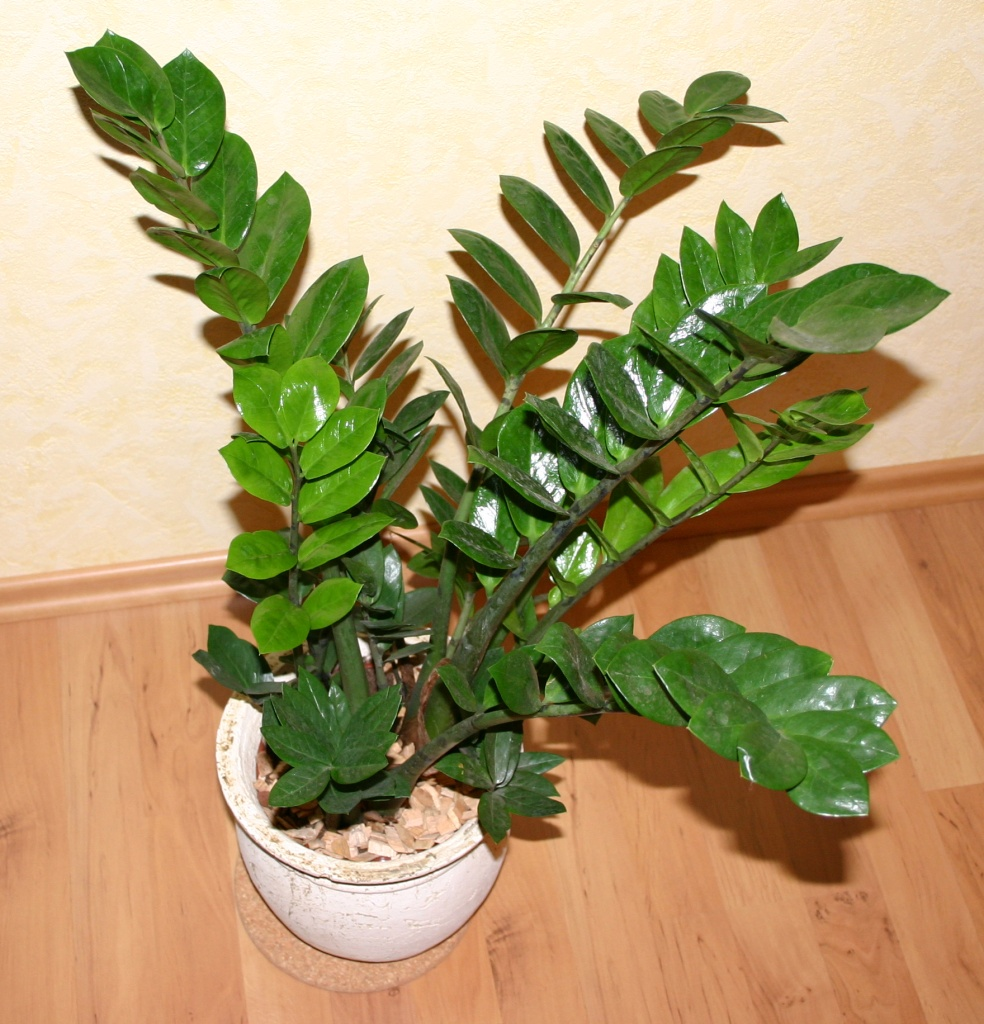
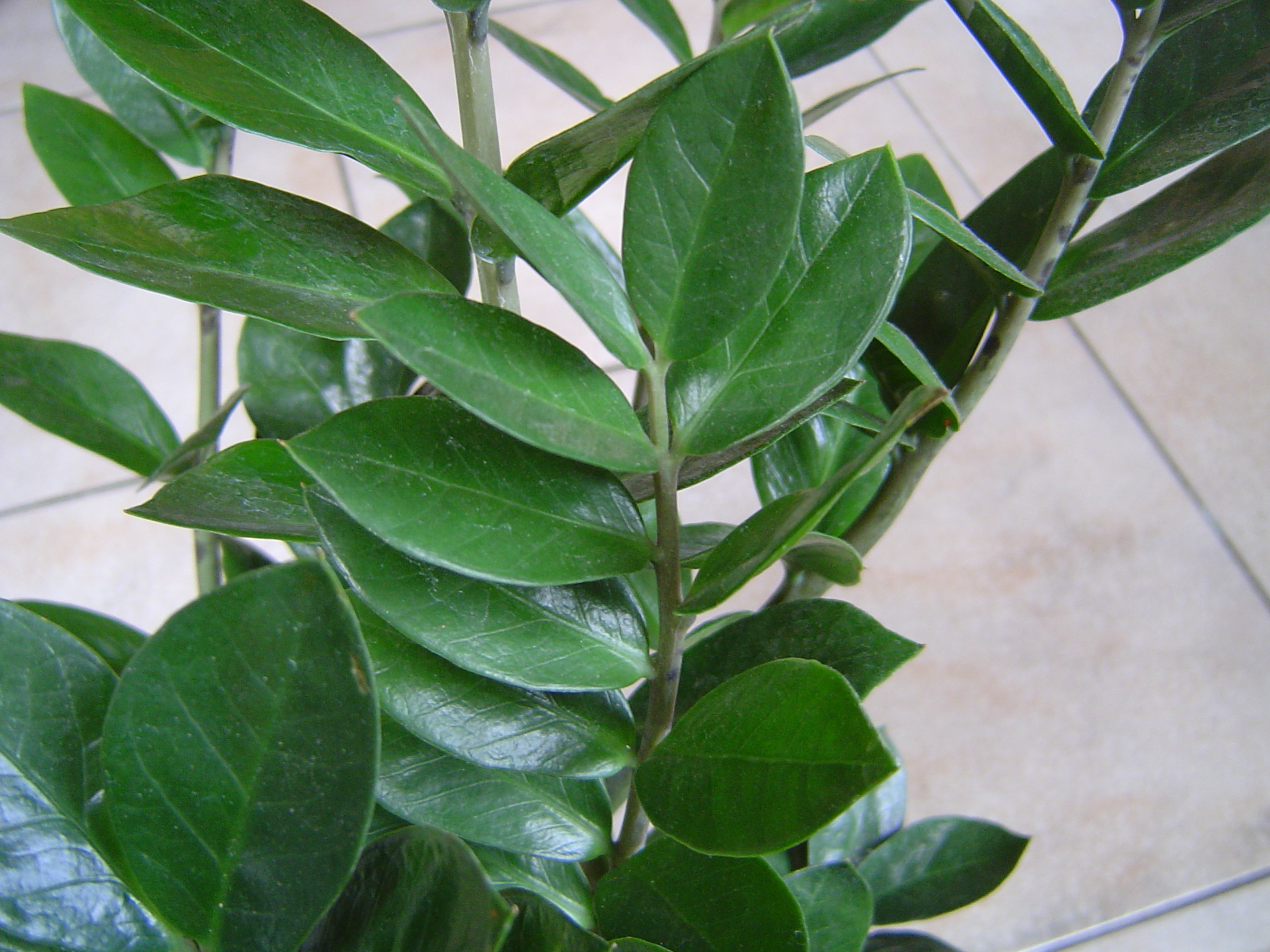
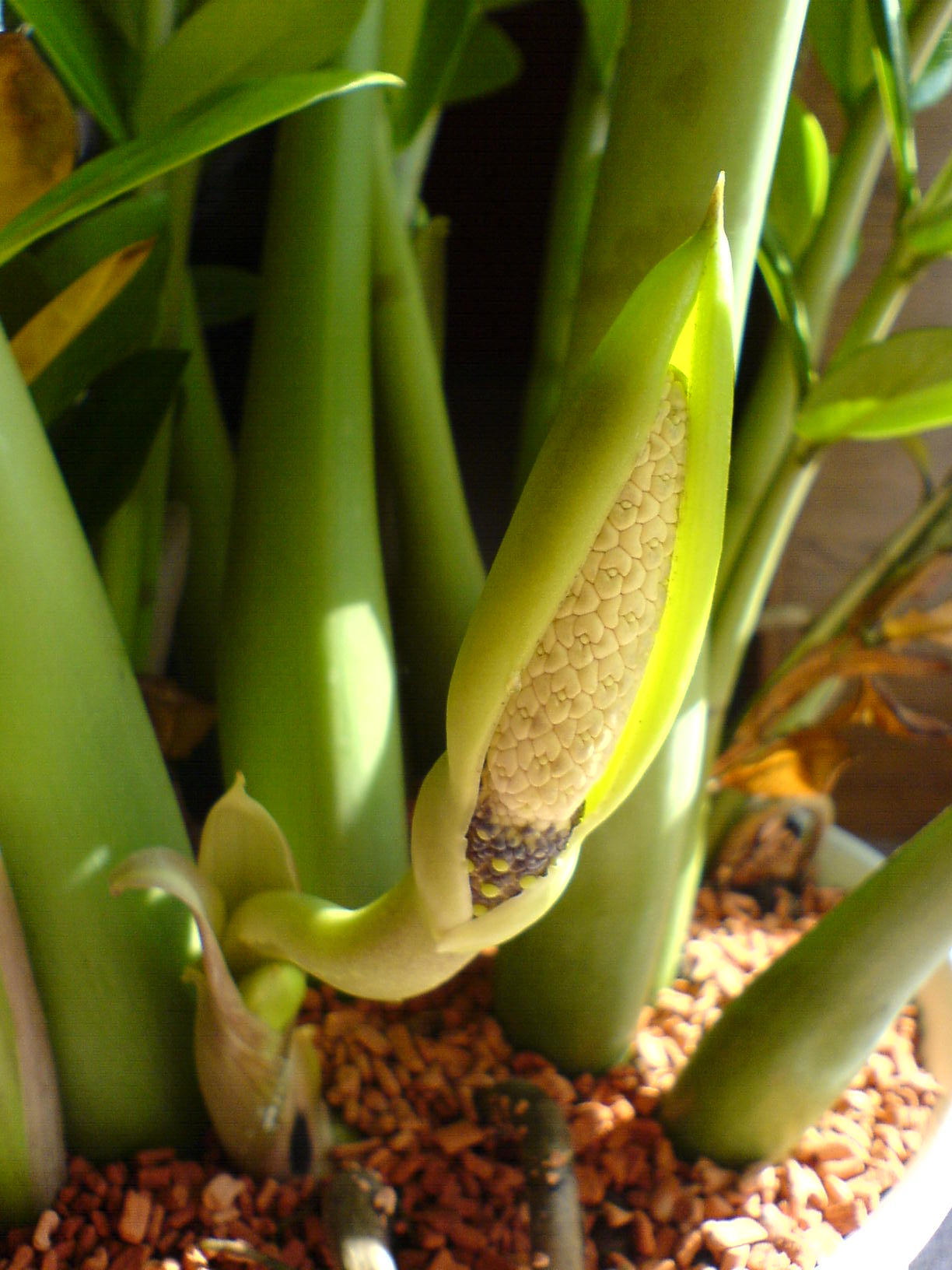
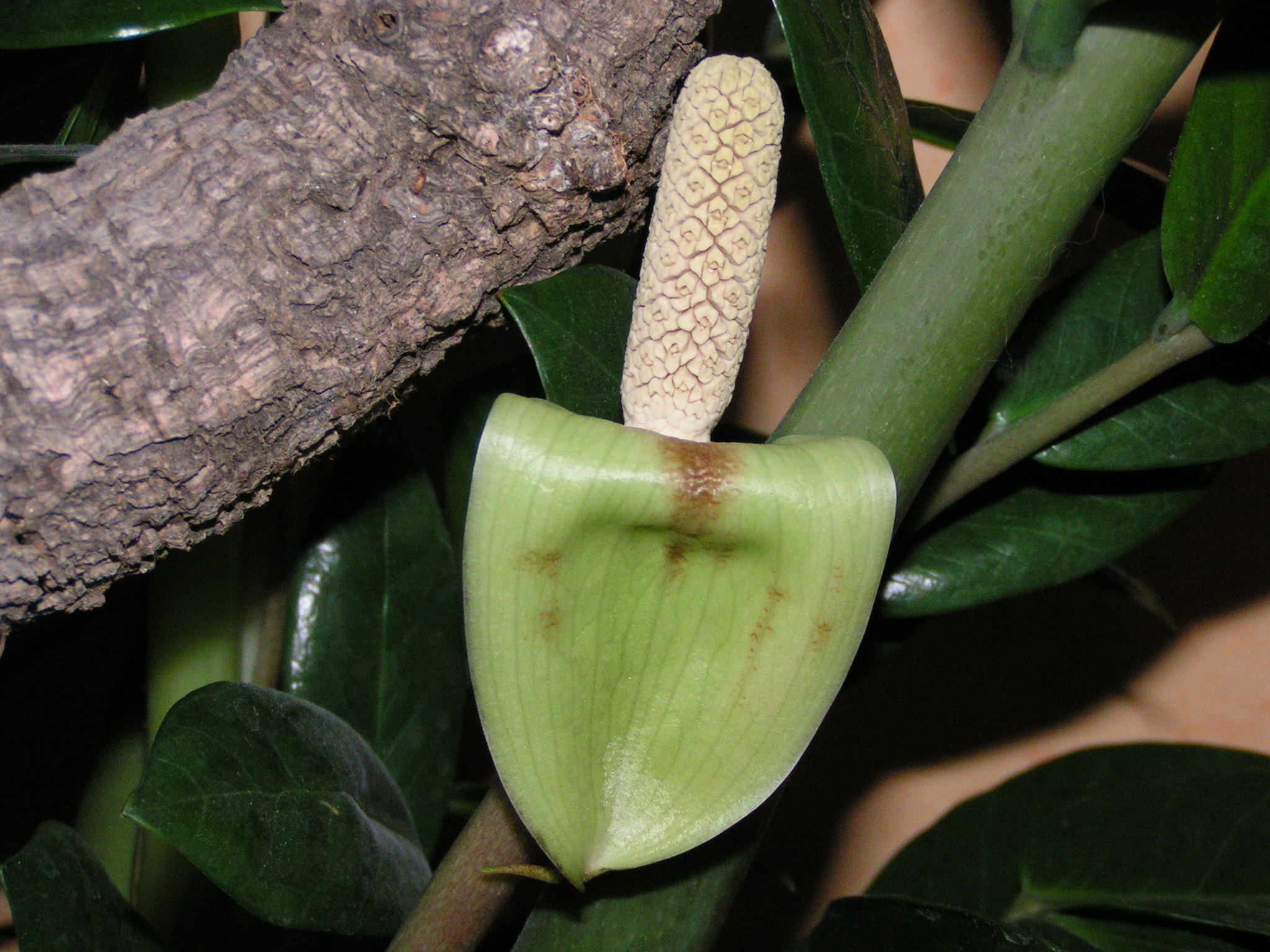

## Loài
Chi này gồm duy nhất loài sau:
Zamioculcas zamiifolia